# 阿什拉夫·卡齐
阿什拉夫·杰汉吉尔·卡齐（1942年—) 是一名巴基斯坦外交官，曾多次担任國家和國際職務，包括在聯合國任職和巴基斯坦駐華、駐美大使。他是巴基斯坦獨立活動家卡齐·穆罕默德·伊萨之子。